# Seillonnaz

Seillonnaz este o comună în departamentul Ain din estul Franței.